# Région de développement Nord-Est
Pour les articles homonymes, voir Région du Nord-Est.
Le Nord-Est (en roumain : Nord-Est) est une région de développement de Roumanie créée en 1998, sous-partie de la macro-région 2. Comme les sept autres régions, elle ne dispose pas d'institutions propres mais vise à coordonner sur son territoire des projets de développement régional à gérer des fonds délivrés par l'Union européenne. Elle comprend six județe :
- Bacău
- Botoșani
- Iași
- Neamț
- Suceava
- Vaslui